# Dolné Srnie
Dolné Srnie (Hongaars: Alsószernye) is een Slowaakse gemeente in de regio Trenčín, en maakt deel uit van het district Nové Mesto nad Váhom.
Dolné Srnie telt 979 inwoners.